# سفید نیوفاندلند
 سفید نیوفاندلند (نام علمی: Pieris oleracea frigida) زیرگونه‌ای از پروانه است که در گونه سفید خردلی، تیره کاهی‌بالان و سرده پروانه‌های سپیدباغی قرار دارد.

## زیستگاه
- نیوفاندلند در کانادا